# 韓紀德
韓紀德（英語：Nicholas Han Jide，1940年6月4日—，聖名：尼各老）是天主教中國籍主教及方濟嘉布遣會會士，且是中國天主教愛國會成員。現任平涼教區正權主教。

## 生平
韓紀德出生於1940年6月4日的中國。1985年4月3日，在方濟嘉布遣會晉鐸。
1996年9月19日，獲時任教宗若望保祿二世任命為平涼教區助理主教，在慶陽聖若瑟堂由馬驥主教祝聖晉牧。1999年2月11日馬驥主教去世，韓紀德自動接替出任平涼教區正權主教，同4月16日正式就任。